# Barbie et ses sœurs au club hippique
 (octobre 2013).
Si vous disposez d'ouvrages ou d'articles de référence ou si vous connaissez des sites web de qualité traitant du thème abordé ici, merci de compléter l'article en donnant les références utiles à sa vérifiabilité et en les liant à la section « Notes et références ».
Série Barbie
Barbie : Mariposa et le Royaume des fées
(2013) Barbie et la Magie des perles
(2014)
Série Barbie et ses sœurs
Barbie : Un Merveilleux Noël
(2011) Barbie et ses sœurs : La Grande Aventure des chiots
(2015)
Pour plus de détails, voir Fiche technique et Distribution.
Barbie et ses sœurs au club hippique  (Barbie & Her Sisters in A Pony Tale) est le 26e long-métrage d'animation  qui met en scène le personnage de Barbie, ainsi que le deuxième film de la série Barbie et ses sœurs après Barbie : Un Merveilleux Noël. Le film est sorti en DVD le 22 octobre 2013 et a été réalisé par Kyran Kelly.

## Synopsis
Barbie et ses sœurs vont passer l'été en Suisse, dans le club hippique Alpine de leur tante Marlène, où elles retrouvent leurs jeunes cousins Max et Marie. Peu de temps après leur arrivée, elles découvrent que Marlène risque de devoir mettre la clé sous la porte. Sa seule chance est que son école gagne le tournoi d'équitation contre l'école Montagne. Les quatre sœurs Roberts décident d'aider leur tante en y participant, chacune dans une discipline qui leur est propre. Pendant une balade, Barbie rencontre un cheval blessé. Ce cheval fait partie d'une race légendaire, les majestiques. Ce sont des chevaux puissants, rapides et majestueux qui vivent à l'écart de tout que seul Philippe Cheynet, le directeur de l'école Montagne, avait déjà aperçus et dont il rêve de prendre possession. Barbie va alors tenter d'apprivoiser le majestique dont elle a soigné la blessure.

## Fiche technique
- Titre original : Barbie & Her Sisters in A Pony Tale
- Titre français : Barbie et ses sœurs au club hippique
- Réalisation : Kyran Kelly
- Scénario : Steve Granat et Cydne Clark
- Musique : Rebecca Kneubuhl et Gabriel Mann
- Production : Michelle Cogan et Susan Sullivan ; Kallan Kagan et Rob Hudnut (exécutifs)
- Sociétés de production : Barbie Entertainment, ARC Productions
- Société de distribution : Universal Studios Home Entertainment
- Pays d'origine : États-Unis
- Langue d'origine : anglais
- Format : couleur - son stéréo
- Genre : Film d'animation
- Durée : 75 minutes
- Dates de sortie : 
  -  États-Unis : 22 octobre 2013
  -  France : 22 octobre 2013[2]

Sources : Générique du DVD, IMDb

## Distribution
| - Kelly Sheridan : Barbie - Kazumi Evans : Skipper - Claire Corlett : Stacie - Ashlyn Drummond : Chelsea - Alex Kelly : Marlène Roberts - Shannon Chan-Kent : Marie - Tabitha St. Germain : Max - Colin Murdock : Commentateur sportif / Étienne Cheynet - Peter Kelamis : Philippe Cheynet - Maxine Miller : Brigitte Cheynet - Cole Howard : Jonas - Gabe Khouth : Albin - Theo Bell : Théo | - Noémie Orphelin : Barbie - Claire Tefnin : Skipper - Aaricia Dubois : Stacie - Alayin Dubois : Chelsea - Fabienne Loriaux : Marlène Roberts - Béatrice Wegnez : Marie - Arthur Dubois : Max - Antoni Lo Presti : Commentateur sportif - Frédéric Meaux : Étienne Cheynet - Patrick Waleffe : Philippe Cheynet - Cécile Florin : Brigitte Cheynet - Alexis Flamant : Jonas - Grégory Praet : Albin - Stéphane Pelzer : Théo |

Source : Générique du DVD

## Chanson du film
- You're The One - Heavynn Gates

## Autour du film
Créée en 1959, la poupée Barbie est à l'origine de nombreux produits dérivés. Elle a également inspiré plusieurs films d’animation. Le film Barbie et ses sœurs au club hippique est sorti la même année que Barbie : Rêve de danseuse étoile et Barbie : Mariposa et le Royaume des fées. Il est suivi, en 2014, par Barbie et la Magie des perles.